# Новокавказский сельсовет
Новокавказский сельсовет — упразднённое сельское поселение в Александровском районе Ставропольского края Российской Федерации.
Административный центр — посёлок Новокавказский.

## География
Находился в юго-восточной части Александровского района. Площадь сельсовета — 182,0 км².
Расстояние от центра сельсовета до районного центра — 20 км.
Удалённость населённых пунктов сельсовета от административного центра сельсовета:
- х. Петровка — 3 км,
- х. Репьевая — 12 км,
- п. Малостепновский — 18 км[4].

## История
В 1936 году в Александровском районе был образован Средненский сельсовет. В 1965 году административный центр сельсовета был переведён из хутора Среднего во вновь образованный хутор Новокавказский в связи с тем, что последний находился ближе к райцентру, а также к автодороге Александровское — Минеральные Воды.
На 1 марта 1966 года сельсовет именовался сельсоветом Конезавода № 170 и объединял хутора Новокавказский (центр), Верхний, Дом Чабана, Кавказский, Конный, Крученный, Ледохович, Новая Деревня, Петровка, Пятый Колодец, Репьевая-1, Репьевая−2, Светлокумка, Средний, Сухая Сабля, Танюхина−1, Танюхина−2, Чонгарец:7. С 7 июля 1967 года сельсовет стал именоваться Новокавказским.
В 1970—1980-х годах были упразднены хутора Крученый, Новая Деревня, Пятый Колодец, Репьевая 2-я, Кавказский, Светлокумка, Верхний, ранее числившиеся в составе сельсовета:7.
На 1 января 1983 года в Новокавказский сельсовет входили посёлок Малостепновский, хутора Конный, Красный Чонгарец, Ледохович, Новокавказский, Петровка, Репьевая и Средний:9.
18 февраля 1992 года Малый Совет Ставропольского краевого Совета народных депутатов решил: «Образовать в Александровском районе Средненский сельсовет с центром в хуторе Средний. Включить в состав Средненского сельсовета хутора Средний, Конный, Красный Чонгарец, Ледохович, выделенные из состава Новокавказского сельсовета Александровского района».
Статус и границы сельского поселения установлены в 2004 году Законом Ставропольского края.
16 марта 2020 года все муниципальные образования Александровского муниципального района были упразднены и включены в Александровский муниципальный округ.

## Символика
Герб и флаг муниципального образования утверждены решением Думы Новокавказского сельсовета от 8 сентября 2017 года № 84.
Описание герба гласило: «Герб муниципального образования Новокавказского сельсовета Александровского района Ставропольского края представляет собой геральдический щит. В золотом щите над лазоревой оконечностью пшеничный колос, под которым в фокусе голова лошади, обращённая влево».
Колос символизировал прекрасное качество почвы, подходящее для выращивания злаковых культур — основного вида экономической деятельности муниципального образования. Голова лошади олицетворяла созданный в 1921 году конный завод, на базе которого в 1962 году возник посёлок Новокавказский — административный центр сельсовета.
Флаг представлял собой прямоугольное жёлтое полотнище с отношением ширины к длине 2:3, несущее по середине голову лошади, а вдоль нижнего края — полосу (в 1/4 полотнища) лазоревого цвета. В крыже — пшеничный колос.
Герб и флаг сельсовета были геральдически неправильными (в частности, из-за допущенного в них «наложения металла на металл и цвета на цвет») и не прошли регистрацию в Государственном геральдическом регистре РФ.

## Население
| 1989  | 2002  | 2010  | 2011  | 2012  | 2013  | 2014  |
| ----- | ----- | ----- | ----- | ----- | ----- | ----- |
| 2086  | ↗2200 | ↘1992 | ↘1983 | ↘1931 | →1931 | ↘1921 |
| 2015  | 2016  | 2017  | 2018  | 2019  | 2020  |       |
| ↘1912 | ↘1876 | ↘1852 | ↘1812 | ↘1791 | ↘1779 |       |

Демография
В 2011 году родился 41 человек, умерло — 30.
Национальный состав
По итогам переписи населения 2010 года проживали следующие национальности (национальности менее 1 %, см. в сноске к строке «Другие»):
| Национальность | Численность | Процент |
| -------------- | ----------- | ------- |
| Русские        | 1793        | 90,01   |
| Даргинцы       | 63          | 3,16    |
| Кумыки         | 26          | 1,31    |
| Другие         | 110         | 5,52    |
| Итого          | 1992        | 100,00  |

## Состав сельского поселения
| № | Населённый пункт | Тип населённого пункта          | Население |
| - | ---------------- | ------------------------------- | --------- |
| 1 | Малостепновский  | посёлок                         | ↗29       |
| 2 | Новокавказский   | посёлок, административный центр | ↘1461     |
| 3 | Петровка         | хутор                           | ↗421      |
| 4 | Репьевая         | хутор                           | ↗74       |

## Местное самоуправление

### Дума Новокавказского сельсовета
Срок полномочий депутатов — 5 лет; дата избрания депутатов — 13 сентября 2015 года; количество депутатов — 10 чел.
Председатели Думы
- Нестеренко Олег Владимирович (на непостоянной основе);
- Иванов Владимир Александрович (на постоянной основе)[4].

### Администрация Новокавказского сельсовета
Главы администрации
- с 10.10.2010 — Иванов Владимир Александрович[4].

## Экономика
По сведениям 2019 года, на территории сельсовета действовали два крупных сельскохозяйственных предприятия: ООО ПКЗ «Ставропольский» (производство продукции растениеводства и животноводства) и ООО «Ставропольский конный завод № 170» (разведение племенных лошадей терской, ахалтекинской, чистокровной верховой, арабской пород; производство продукции растениеводства и др.), образованные на базе ликвидированного в 2012 году СПКА ПКЗ «Ставропольский».